# Glockenbergtunnel
Der Glockenbergtunnel ist ein Straßentunnel in Koblenz (Rheinland-Pfalz). Der Tunnel ermöglicht seit 2003 einen kreuzungsfreien Anschluss der Pfaffendorfer Brücke an die B 42. Er befindet sich im Glockenberg unterhalb des Stadtteils Asterstein auf rechtsrheinischer Seite.

## Geschichte
In den 1960er Jahren wurde der Anschluss der Pfaffendorfer Brücke auf der Innenstadtseite neu geordnet und kreuzungsfrei umgebaut. Mit Bau der Südtangente Koblenz Anfang der 1970er Jahre wurde die Pfaffendorfer Brücke weiter entlastet, da vor allem der Engpass auf der Pfaffendorfer Seite Verkehrsprobleme verursachte.

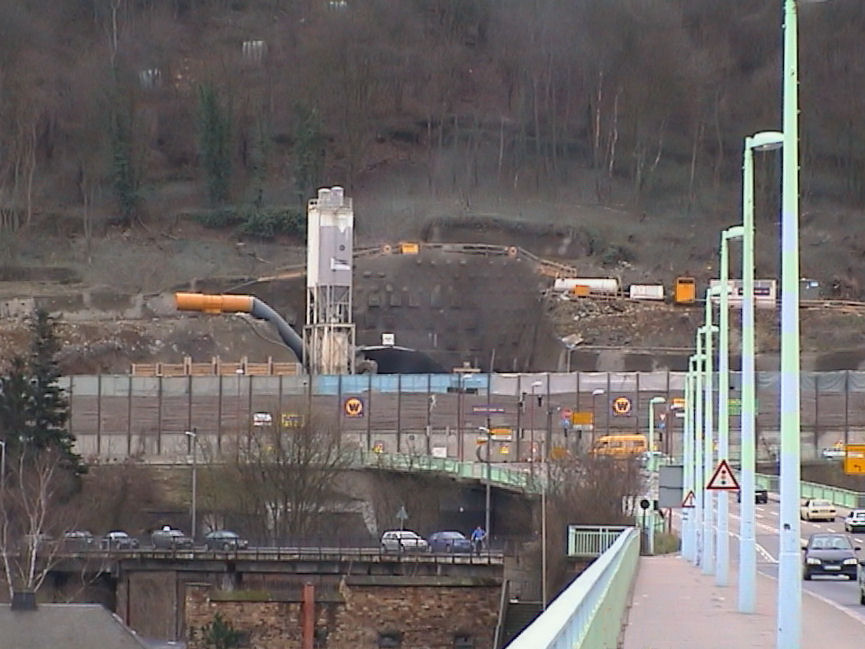
Bauarbeiten am Glockenbergtunnel 2001

Um auch diesen Engpass zu beseitigen, der immer wieder zu langen Staus führte, wurde 1991 mit dem Bau des Glockenbergtunnels durch die Keller Grundbau GmbH begonnen. Damit konnte auch die rechtsrheinische Seite der Pfaffendorfer Brücke kreuzungsfrei an die B 42 angeschlossen werden. Der 265 m lange Glockenbergtunnel wurde am 27. Juni 2003 nach zwölfjähriger Bauzeit eröffnet.
Während der Bauzeit wurden auf der Baustelle am 4. Mai 1995, am 3. Juli 1997, am 29. April 2000 und am 13. September 2000 jeweils eine Fliegerbombe aus dem Zweiten Weltkrieg gefunden und entschärft.
Die Gesamtkosten für Hangsicherung, Tunnelbau und Ausbau der B 42 in Höhe von 35,6 Millionen Euro sowie die lange Bauzeit sind hauptsächlich auf die schwierigen geologischen Bedingungen zurückzuführen.